# Kreisgericht Ragnit

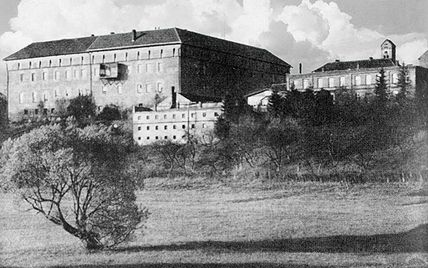
Burg Ragnit, Sitz des Gerichtes

Das Kreisgericht Ragnit war ein preußisches Kreisgericht in der damaligen Provinz Preußen mit Sitz in der Kreisstadt Ragnit.

## Geschichte
In Bezirk des Kreisgerichts Ragnit bestanden bis 1849 das königliche Land- und Stadtgericht Ragnit sowie viele Patrimonialgerichte.
1849 wurden in Preußen einheitlich Kreisgerichte geschaffen. Hierbei wurde die Patrimonialgerichtsbarkeit abgeschafft und die Patrimonialgerichte wurden aufgehoben. Auch die eingangs genannten Gerichte wurden aufgehoben und es entstand das Königliche Kreisgericht Ragnit. Es war für den Landkreis Ragnit zuständig.
Schwurgerichtssachen wurden beim Kreisgericht Tilsit verhandelt. Am Gericht waren 1870 ein Direktor und neun Kreisrichter eingesetzt. 1870 betrug die Zahl der Gerichtseingesessenen 53.598. In Wischwill wurde eine Gerichtskommission eingerichtet. Gerichtstage wurden in Kraupischken gehalten. Sitz des Gerichts war Burg Ragnit.
Im Rahmen der Reichsjustizgesetze wurde das Gerichtswesen in Deutschland 1879 vereinheitlicht. Damit wurde das Kreisgericht Ragnit aufgehoben und das königlich preußische Amtsgericht Ragnit mit Wirkung zum 1. Oktober 1879 als eines von neun Amtsgerichten im Bezirk des Landgerichtes Tilsit als Nachfolger gebildet.